# 1644
Il 1644 (MDCXLIV in numeri romani) è un anno bisestile del XVII secolo.

## Eventi
- Francesco Pellizzari pubblica la sua prima opera, Tractatio De Monialibus, dedicata all'economia dei conventi e dei monasteri e alla disciplina giuridica degli stessi.
- Crollo della dinastia Ming in Cina da parte dei guerrieri Manciù e instaurazione della dinastia Qing, che regnerà sul paese fino al 1912.
- L'Impero Ottomano di Ibrahim I, rompendo una tregua che durava dalla battaglia di Lepanto (1571), assalta l'isola di Creta e conquista la fortezza della Canea alla Repubblica di Venezia.
- In Francia scoppiano diverse rivolte contadine a causa dell'eccessivo peso fiscale nelle Province del Delfinato, Linguadoca, Normandia e Armagnac.
- Giungono a Munster i rappresentanti di pace francesi per porre fine alla guerra dei trent'anni col Sacro Romano Impero Germanico di Ferdinando III. Durante i colloqui di pace, l'esercito francese della reggente Anna d'Austria per conto del figlio di 6 anni Re Luigi XIV, conquista le città di Philippsburg, Magonza, Mannheim, Spira, Worms e Oppenheim.
- 31 marzo – Viene firmata la Pace di Ferrara che mette fine alla prima guerra di Castro. Il Papa Urbano VIII deve restituire il Ducato alla famiglia Farnese, già duchi di Parma.
- 1º luglio – Battaglia navale di Colberger Heide nell'ambito della Guerra di Torstenson: la flotta danese, comandata direttamente dal re Cristiano IV, sconfigge quella svedese il cui comandante muore in battaglia.
- 2 luglio – Battaglia di Marston Moor: nell'ambito della guerra civile inglese i Parlamentaristi infliggono una sconfitta determinante ai Realisti di Re Carlo I Stuart.
- 15 settembre – Giovanni Battista Pamphilj all'età di 70 anni viene eletto 236º Papa col nome di Innocenzo X.
- 23 ottobre – Battaglia navale di Fehmarn nell'ambito della Guerra di Torstenson: la flotta svedese, al comando del maggiore generale Carl Gustaf Wrangel, subentrato a Fleming morto nella battaglia di Colberger Heide del 1º luglio, si prende la rivincita e sconfigge la flotta danese.
- 18 dicembre – Al compimento del 18º anno di età, la Regina Cristina di Svezia, in carica dal 1632, assume direttamente il governo della nazione che terrà fino al 1654.

## Nati

### Gennaio
- 5 gennaio - Giuseppe Mazzuoli, scultore italiano († 1725)
- 5 gennaio - Jean-François Salgues de Valdéries de Lescure, vescovo cattolico francese († 1723)
- 10 gennaio - Louis François de Boufflers, generale francese († 1711)
- 10 gennaio - Celestino Sfondrati, cardinale, vescovo cattolico e teologo italiano († 1696)
- 20 gennaio - Jan Andrea Lievens, pittore e disegnatore olandese († 1680)
- 25 gennaio - Antoine Thomas, gesuita e missionario belga († 1709)

### Febbraio
- 2 febbraio - Henri Louis Ernest di Ligne, nobile spagnolo († 1702)
- 12 febbraio - Jakob Ammann, vescovo svizzero
- 24 febbraio - Maria Elisabeth Lämmerhirt, tedesca († 1694)
- 25 febbraio - Erdmute Sofia di Sassonia, principessa († 1670)

### Marzo
- 1º marzo - Simon Foucher, filosofo e abate francese († 1696)
- 9 marzo - Cristina Federica di Württemberg, nobile († 1674)
- 16 marzo - Melchior Friedrich von Schönborn-Buchheim, nobile e politico tedesco († 1717)
- 22 marzo - Otto Mencke, filosofo e matematico tedesco († 1707)
- 25 marzo - Heinrich von Cocceji, giurista tedesco († 1719)
- 30 marzo - Johann Christoph von Naumann, ingegnere, architetto e militare tedesco († 1742)

### Aprile
- 6 aprile - António Luís de Sousa, generale portoghese († 1721)
- 7 aprile - François de Neufville de Villeroy, generale francese († 1730)
- 9 aprile - Marquard Rudolf von Rodt, vescovo cattolico tedesco († 1704)
- 11 aprile - Maria Giovanna Battista di Savoia-Nemours, nobildonna († 1724)

### Maggio
- 1º maggio - Marcos de Ostos, arcivescovo cattolico spagnolo († 1695)
- 14 maggio - Marquard Sebastian Schenk von Stauffenberg, vescovo cattolico tedesco († 1693)
- 22 maggio - Gabriel de Grupello, scultore fiammingo († 1730)
- 26 maggio - Michael Ettmüller, medico tedesco († 1683)
- 28 maggio - Antonio de Monforte, matematico e astronomo italiano († 1717)

### Giugno
- 16 giugno - Enrichetta d'Inghilterra, nobile britannica († 1670)
- 28 giugno - Nicolas Bernier, compositore, clavicembalista e teorico della musica francese († 1734)

### Luglio
- 2 luglio - Abraham a Sancta Clara, predicatore e scrittore austriaco († 1709)
- 4 luglio - Josceline Percy, XI conte di Northumberland, conte britannico († 1670)
- 5 luglio - Savio Mellini, cardinale italiano († 1701)
- 11 luglio - Antonio Grassi, vescovo cattolico italiano († 1715)
- 21 luglio - Domenico Bettini, pittore italiano († 1705)

### Agosto
- 6 agosto - Cristiano Ernesto di Brandeburgo-Bayreuth, nobile tedesco († 1712)
- 6 agosto - Louise de La Vallière, francese († 1710)
- 7 agosto - Daniel Mijtens II, pittore e disegnatore olandese († 1688)
- 8 agosto - Friedrich Christian von Plettenberg, vescovo cattolico tedesco († 1706)
- 11 agosto - Anne-Marie Martel, religiosa francese († 1673)
- 12 agosto - Heinrich Ignaz Franz Biber, compositore e violinista austriaco († 1704)
- 13 agosto - Giovanni Sigifredo di Eggenberg, nobile boemo († 1713)
- 17 agosto - Luigi Caroelli, giurista e avvocato italiano († 1720)

### Settembre
- 3 settembre - Lodovico Adimari, poeta italiano († 1708)
- 6 settembre - Juan Cabanilles, organista e compositore spagnolo († 1712)
- 25 settembre - Ole Rømer, astronomo danese († 1710)

### Ottobre
- 3 ottobre - Adriaen Frans Boudewijns, pittore, incisore e disegnatore fiammingo († 1719)
- 5 ottobre - Diego Vicencio de Vidania, presbitero, giurista e storico spagnolo († 1732)
- 13 ottobre - Sipihr Shikoh, principe indiano († 1708)
- 14 ottobre - William Penn, politico e teologo britannico († 1718)
- 26 ottobre - Mattias Steuchius, arcivescovo luterano svedese († 1730)
- 28 ottobre - Franz Ferdinand von Rummel, vescovo cattolico austriaco († 1716)
- 30 ottobre - Ferdinando Moncada Aragona, nobile, politico e militare italiano († 1713)

### Novembre
- 3 novembre - Pietro Gaddi, vescovo cattolico italiano († 1710)
- 25 novembre - Francisco Martín Fernández de Posadas, presbitero spagnolo († 1713)

### Dicembre
- 5 dicembre - Claudio II Gonzaga, nobile italiano († 1708)
- 8 dicembre - Maria d'Este, duchessa italiana († 1684)
- 9 dicembre - Robert Kirk, presbitero scozzese († 1692)
- 23 dicembre - Tomás de Torrejón y Velasco Sánchez, compositore, musicista e organista spagnolo († 1728)
- 25 dicembre - Johann Jacob Zimmermann, teologo, astronomo e scrittore tedesco († 1693)

### Senza giorno specificato
- Tranquillo d'Orléans, religioso francese († 1709)
- Ignazio Albertini, compositore italiano († 1685)
- Étienne Allegrain, pittore francese († 1736)
- Philips van Almonde, ammiraglio olandese († 1711)
- Amcazade Köprülü Hüseyin Pascià, politico e militare ottomano († 1702)
- Nicholas Bayard, ufficiale e politico olandese († 1707)
- Abdul-Qādir Bēdil, poeta persiano († 1720)
- Manuel Bernardes, religioso portoghese († 1710)
- Edward Brown, viaggiatore britannico († 1708)
- Cornelia Calegari, compositrice, organista e cantante italiana († 1662)
- Girolamo De Mari, doge italiano († 1702)
- Jacob Denys, pittore fiammingo († 1708)
- Michele Fabris, scultore ungherese († 1684)
- Tommaso Giusti, pittore e architetto italiano († 1729)
- Sebestyén Hann, orafo ungherese († 1713)
- Václav Karel Holan Rovenský, compositore e organista ceco († 1718)
- Francisco Ibáñez de Peralta, generale spagnolo († 1712)
- Jean Jouvenet, pittore francese († 1717)
- Bartolomeo Girolamo Laurenti, compositore e violinista italiano († 1726)
- François Lespingola, scultore francese († 1705)
- Matsuo Bashō, poeta giapponese († 1694)
- Francesco Onofrio Odierna, vescovo cattolico italiano († 1736)
- Elisabetta Piccini, incisore e religiosa italiana († 1734)
- William Rittehouse, imprenditore tedesco († 1708)
- Marcello Severoli, antiquario e religioso italiano († 1707)
- Giuseppe Maria Solaro della Margherita, generale e scrittore italiano († 1719)
- Abraham Storck, pittore e incisore olandese († 1700)
- Henriette Sélincart, modella francese († 1680)
- Elia Vannini, religioso e compositore italiano († 1709)
- Simon Verelst, pittore fiammingo († 1710)
- Gijsbert Verhoek, pittore olandese († 1690)
- Nikita Zotov, russo († 1717)
- Gatien de Courtilz de Sandras, scrittore francese († 1712)

## Morti

### Gennaio
- 8 gennaio - Michele Monaco, religioso e storico italiano (n. 1574)
- 15 gennaio - Fabrizio Stella, giurista e avvocato italiano (n. 1565)
- 16 gennaio - Carlo Tapia, giurista e nobile italiano (n. 1565)
- 18 gennaio - Benedetto Ubaldi, cardinale e vescovo cattolico italiano (n. 1588)
- 20 gennaio - Stefano Amadei, pittore italiano (n. 1589)
- 25 gennaio - Alessandro Cesarini, cardinale e vescovo cattolico italiano (n. 1592)
- 31 gennaio - Kemankeş Kara Mustafa Pascià, politico e militare ottomano (n. 1592)

### Febbraio
- 5 febbraio - Sforzino Sforza, nobile e militare italiano (n. 1593)
- 7 febbraio - Gaspar Salgado Gayoso, vescovo cattolico spagnolo
- 7 febbraio - Giovanni d'Enrico, architetto e scultore italiano (n. 1559)
- 9 febbraio - Lope Díez de Armendáriz, nobile spagnolo
- 17 febbraio - Johannes van der Beeck, pittore olandese (n. 1589)

### Marzo
- 1º marzo - Giovanni Domenico Sala, medico e nutrizionista italiano (n. 1579)
- 5 marzo - Ferrante Pallavicino, scrittore italiano (n. 1615)
- 12 marzo - Agostino Tassi, pittore italiano (n. 1580)
- 15 marzo - Luisa Giuliana di Nassau, principessa (n. 1576)
- 19 marzo - Guru Har Gobind, mistico indiano (n. 1595)
- 24 marzo - Cecilia Renata d'Asburgo, sovrana (n. 1611)

### Aprile
- 7 aprile - Carlo Carafa, vescovo cattolico e diplomatico italiano (n. 1584)
- 10 aprile - William Brewster, predicatore inglese (n. 1568)
- 25 aprile - Chongzhen, imperatore cinese (n. 1611)

### Maggio
- 24 maggio - Claudio Crispomonti, nobile, scrittore e storico italiano
- 24 maggio - Alfonso III d'Este, nobile e religioso italiano (n. 1591)

### Giugno
- 14 giugno - Paolo Arese, vescovo cattolico e letterato italiano (n. 1574)
- 17 giugno - Anna di Montafià, nobile francese (n. 1577)
- 17 giugno - Giovanni di San Tommaso, presbitero, filosofo e teologo portoghese (n. 1589)
- 18 giugno - Wouter Crabeth II, pittore olandese (n. 1594)
- 19 giugno - Gabriello Puliti, compositore italiano (n. 1583)
- 25 giugno - Thomas Westfield, religioso e teologo inglese (n. 1573)

### Luglio
- 9 luglio - Giulio Savelli, cardinale e arcivescovo cattolico italiano (n. 1574)
- 11 luglio - Joost Schouten, mercante e diplomatico olandese (n. 1600)
- 16 luglio - Giovanni Bilivert, pittore italiano (n. 1585)
- 23 luglio - Giovanni Battista Bertusio, pittore italiano (n. 1577)
- 26 luglio - Clas Fleming, ammiraglio svedese (n. 1592)
- 29 luglio - Jirjis Omaira El Douaihy, patriarca cattolico libanese (n. 1570)
- 29 luglio - Papa Urbano VIII, papa, vescovo cattolico e cardinale italiano (n. 1568)

### Agosto
- 2 agosto - Bernardo Strozzi, pittore e religioso italiano (n. 1581)
- 17 agosto - Giovanna della Scala, nobildonna tedesca (n. 1574)
- 19 agosto - Mario Filonardi, arcivescovo cattolico italiano (n. 1594)
- 24 agosto - Opizzone d'Este, vescovo cattolico italiano (n. 1611)
- 27 agosto - Caterina di Brandeburgo, principessa (n. 1602)
- 29 agosto - Edvige Maria di Sassonia-Lauenburg, nobildonna tedesca (n. 1597)
- 31 agosto - Tomaso Cecchino, compositore italiano

### Settembre
- 7 settembre - Guido Bentivoglio, cardinale, arcivescovo cattolico e storico italiano (n. 1579)
- 8 settembre - Antonio Mira de Amescua, poeta e drammaturgo spagnolo
- 10 settembre - Alessandro II Gonzaga, nobile italiano (n. 1611)
- 13 settembre - Vincenzo Agnello Suardi, vescovo cattolico italiano (n. 1582)

### Ottobre
- 6 ottobre - Elisabetta di Borbone-Francia, regina (n. 1602)
- 19 ottobre - Giovanni Federico del Palatinato-Sulzbach-Hilpoltstein, nobile tedesco (n. 1587)
- 23 ottobre - Carlo Filago, organista e compositore italiano (n. 1589)
- 24 ottobre - Anna Carafa della Stadera, nobildonna italiana (n. 1610)
- 24 ottobre - Marcantonio Mambelli, letterato e gesuita italiano (n. 1582)
- 27 ottobre - Giovan Battista Calandra, pittore italiano (n. 1586)
- 29 ottobre - François Derand, architetto e gesuita francese

### Novembre
- 10 novembre - Luis Vélez de Guevara, drammaturgo spagnolo (n. 1579)
- 19 novembre - Antonio Glielmo, teologo italiano (n. 1596)
- 24 novembre - Deodat del Monte, pittore, architetto e astronomo fiammingo (n. 1582)
- 27 novembre - Francisco Pacheco del Río, pittore spagnolo (n. 1564)

### Dicembre
- 20 dicembre - Alberto di Sassonia-Eisenach, nobile (n. 1599)
- 30 dicembre - Jean Baptiste van Helmont, chimico, fisiologo e medico fiammingo (n. 1579)

### Senza giorno specificato
- Kho Orluk
- Teofane III, arcivescovo ortodosso greco
- Giacomo Albarelli, pittore italiano
- Frang Bardhi, vescovo cattolico albanese (n. 1606)
- Gian Francesco Biondi, scrittore, diplomatico e storico italiano (n. 1572)
- Giovanni Maria Bottalla, pittore italiano (n. 1613)
- Seathrún Céitinn, religioso, poeta e storico irlandese (n. 1569)
- Antonio Comino, architetto italiano
- Fabio Costantini, cantore e compositore italiano
- Calybute Downing, religioso e giurista inglese (n. 1606)
- Guillaume Dupré, medaglista e scultore francese
- Ennio Filonardi, vescovo cattolico italiano (n. 1568)
- William Gascoigne, astronomo inglese (n. 1612)
- George Jamesone, pittore britannico
- Hidari Jingorō, architetto e scultore giapponese (n. 1584)
- Alessandro Leparulo, vescovo cattolico italiano
- Ling Mengchu, scrittore cinese (n. 1580)
- Conall MacGeoghegan, storico e traduttore irlandese
- Georg Marcgrave, astronomo, naturalista e cartografo tedesco (n. 1610)
- Mattheus van Negre, pittore fiammingo
- Leonard Helfried von Meggau, politico e nobile austriaco (n. 1577)
- Pace Pasini, poeta e filosofo italiano (n. 1583)
- Antonia Pinelli, pittrice italiana
- Rhys Prichard, presbitero e scrittore gallese
- Robert Ramsey, organista e compositore inglese
- Claudio Ridolfi, pittore italiano
- George Sandys, viaggiatore britannico (n. 1577)
- Benedetto Zalone, pittore italiano (n. 1595)

## Calendario
| Calendario 1644 | Calendario 1644 | Calendario 1644 | Calendario 1644 | Calendario 1644 | Calendario 1644 | Calendario 1644 | Calendario 1644 | Calendario 1644 | Calendario 1644 | Calendario 1644 | Calendario 1644 | Calendario 1644 | Calendario 1644 | Calendario 1644 | Calendario 1644 | Calendario 1644 | Calendario 1644 | Calendario 1644 | Calendario 1644 | Calendario 1644 | Calendario 1644 | Calendario 1644 | Calendario 1644 | Calendario 1644 | Calendario 1644 | Calendario 1644 | Calendario 1644 | Calendario 1644 | Calendario 1644 | Calendario 1644 | Calendario 1644 | Calendario 1644 |
| --------------- | --------------- | --------------- | --------------- | --------------- | --------------- | --------------- | --------------- | --------------- | --------------- | --------------- | --------------- | --------------- | --------------- | --------------- | --------------- | --------------- | --------------- | --------------- | --------------- | --------------- | --------------- | --------------- | --------------- | --------------- | --------------- | --------------- | --------------- | --------------- | --------------- | --------------- | --------------- | --------------- |
|                 | 1               | 2               | 3               | 4               | 5               | 6               | 7               | 8               | 9               | 10              | 11              | 12              | 13              | 14              | 15              | 16              | 17              | 18              | 19              | 20              | 21              | 22              | 23              | 24              | 25              | 26              | 27              | 28              | 29              | 30              | 31              |                 |
| Gennaio         | Ve              | Sa              | Do              | Lu              | Ma              | Me              | Gi              | Ve              | Sa              | Do              | Lu              | Ma              | Me              | Gi              | Ve              | Sa              | Do              | Lu              | Ma              | Me              | Gi              | Ve              | Sa              | Do              | Lu              | Ma              | Me              | Gi              | Ve              | Sa              | Do              |                 |
| Febbraio        | Lu              | Ma              | Me              | Gi              | Ve              | Sa              | Do              | Lu              | Ma              | Me              | Gi              | Ve              | Sa              | Do              | Lu              | Ma              | Me              | Gi              | Ve              | Sa              | Do              | Lu              | Ma              | Me              | Gi              | Ve              | Sa              | Do              | Lu              |                 |                 |                 |
| Marzo           | Ma              | Me              | Gi              | Ve              | Sa              | Do              | Lu              | Ma              | Me              | Gi              | Ve              | Sa              | Do              | Lu              | Ma              | Me              | Gi              | Ve              | Sa              | Do              | Lu              | Ma              | Me              | Gi              | Ve              | Sa              | Do              | Lu              | Ma              | Me              | Gi              |                 |
| Aprile          | Ve              | Sa              | Do              | Lu              | Ma              | Me              | Gi              | Ve              | Sa              | Do              | Lu              | Ma              | Me              | Gi              | Ve              | Sa              | Do              | Lu              | Ma              | Me              | Gi              | Ve              | Sa              | Do              | Lu              | Ma              | Me              | Gi              | Ve              | Sa              |                 |                 |
| Maggio          | Do              | Lu              | Ma              | Me              | Gi              | Ve              | Sa              | Do              | Lu              | Ma              | Me              | Gi              | Ve              | Sa              | Do              | Lu              | Ma              | Me              | Gi              | Ve              | Sa              | Do              | Lu              | Ma              | Me              | Gi              | Ve              | Sa              | Do              | Lu              | Ma              |                 |
| Giugno          | Me              | Gi              | Ve              | Sa              | Do              | Lu              | Ma              | Me              | Gi              | Ve              | Sa              | Do              | Lu              | Ma              | Me              | Gi              | Ve              | Sa              | Do              | Lu              | Ma              | Me              | Gi              | Ve              | Sa              | Do              | Lu              | Ma              | Me              | Gi              |                 |                 |
| Luglio          | Ve              | Sa              | Do              | Lu              | Ma              | Me              | Gi              | Ve              | Sa              | Do              | Lu              | Ma              | Me              | Gi              | Ve              | Sa              | Do              | Lu              | Ma              | Me              | Gi              | Ve              | Sa              | Do              | Lu              | Ma              | Me              | Gi              | Ve              | Sa              | Do              |                 |
| Agosto          | Lu              | Ma              | Me              | Gi              | Ve              | Sa              | Do              | Lu              | Ma              | Me              | Gi              | Ve              | Sa              | Do              | Lu              | Ma              | Me              | Gi              | Ve              | Sa              | Do              | Lu              | Ma              | Me              | Gi              | Ve              | Sa              | Do              | Lu              | Ma              | Me              |                 |
| Settembre       | Gi              | Ve              | Sa              | Do              | Lu              | Ma              | Me              | Gi              | Ve              | Sa              | Do              | Lu              | Ma              | Me              | Gi              | Ve              | Sa              | Do              | Lu              | Ma              | Me              | Gi              | Ve              | Sa              | Do              | Lu              | Ma              | Me              | Gi              | Ve              |                 |                 |
| Ottobre         | Sa              | Do              | Lu              | Ma              | Me              | Gi              | Ve              | Sa              | Do              | Lu              | Ma              | Me              | Gi              | Ve              | Sa              | Do              | Lu              | Ma              | Me              | Gi              | Ve              | Sa              | Do              | Lu              | Ma              | Me              | Gi              | Ve              | Sa              | Do              | Lu              |                 |
| Novembre        | Ma              | Me              | Gi              | Ve              | Sa              | Do              | Lu              | Ma              | Me              | Gi              | Ve              | Sa              | Do              | Lu              | Ma              | Me              | Gi              | Ve              | Sa              | Do              | Lu              | Ma              | Me              | Gi              | Ve              | Sa              | Do              | Lu              | Ma              | Me              |                 |                 |
| Dicembre        | Gi              | Ve              | Sa              | Do              | Lu              | Ma              | Me              | Gi              | Ve              | Sa              | Do              | Lu              | Ma              | Me              | Gi              | Ve              | Sa              | Do              | Lu              | Ma              | Me              | Gi              | Ve              | Sa              | Do              | Lu              | Ma              | Me              | Gi              | Ve              | Sa              |                 |